# Leptotarsus crystallinus
Leptotarsus crystallinus är en tvåvingeart som först beskrevs av Alexander 1938.  Leptotarsus crystallinus ingår i släktet Leptotarsus och familjen storharkrankar.
Artens utbredningsområde är Ecuador. Inga underarter finns listade i Catalogue of Life.